# Liste der Bodendenkmäler in Prüll (Landkreis Bayreuth)
Auf dieser Seite sind die Bodendenkmäler in dem oberfränkischen gemeindefreien Gebiet Prüll zusammengestellt. Diese Tabelle ist eine Teilliste der Liste der Bodendenkmäler in Bayern. Grundlage ist die Bayerische Denkmalliste, die auf Basis des Bayerischen Denkmalschutzgesetzes vom 1. Oktober 1973 erstmals erstellt wurde und seither durch das Bayerische Landesamt für Denkmalpflege geführt wird. Die folgenden Angaben ersetzen nicht die rechtsverbindliche Auskunft der Denkmalschutzbehörde.

| Lage             | Objekt                                                                                              | Akten-Nr.     | Bild |
| ---------------- | --------------------------------------------------------------------------------------------------- | ------------- | ---- |
| Prüll (Standort) | Bestattungsplatz mit Grabhügeln vorgeschichtlicher Zeitstellung.                                    | D-4-6234-0032 |      |
| Prüll (Standort) | Bestattungsplatz mit teils stark verebneten Grabhügeln vorgeschichtlicher Zeitstellung.             | D-4-6234-0033 |      |
| Prüll (Standort) | Bestattungsplatz mit Grabhügeln vorgeschichtlicher Zeitstellung mit Bestattungen der Hallstattzeit. | D-4-6234-0035 |      |
| Prüll (Standort) | Bestattungsplatz mit Grabhügel vorgeschichtlicher Zeitstellung.                                     | D-4-6234-0247 |      |